# Антарктический криль
Антаркти́ческий криль (лат. Euphausia superba) — антарктический пелагический вид ракообразных из семейства эвфаузиид (Euphausiidae) отряда эвфаузиевых (Euphausiacea).
Самый массовый вид эвфаузиид, доминирующий фитопланктофаг, главное звено пищевой цепи в Антарктике и, вероятно, наиболее многочисленный вид на планете, биомасса которого оценивается в пределах от 125 до 750 млн т. Является ценным промысловым видом, ежегодная добыча которого может достигать 500 000 т. Распространён циркумполярно-антарктически. Антарктический криль относят также к аллохтонным криопелагическим организмам — иммигрантам, которые время от времени могут быть связаны с дрейфующим льдом. На шельфе Антарктиды в зоне паковых льдов может встречаться совместно с подлёдным крилем (Euphausia cristallorophyas).

## Характеристика вида
Один из самых крупных видов эвфаузиид. Глаз средней величины, сферический. Лобная пластинка имеет прямоугольный выступ над глазами. Рострум треугольный, короткий, несколько короче у самцов, чем у самок. Антеннула самок более стройная, чем у самцов, у которых она заметно шире. Лопасть базального членика ствола антеннулы длинная и широкая (у самцов короче и у́же), при взгляде сбоку сильно выпуклая. Сегменты абдомена без зубцов.

### Размеры
Самки достигают длины 62 мм, самцы заметно меньше, вес до 2 г.

## Распространение

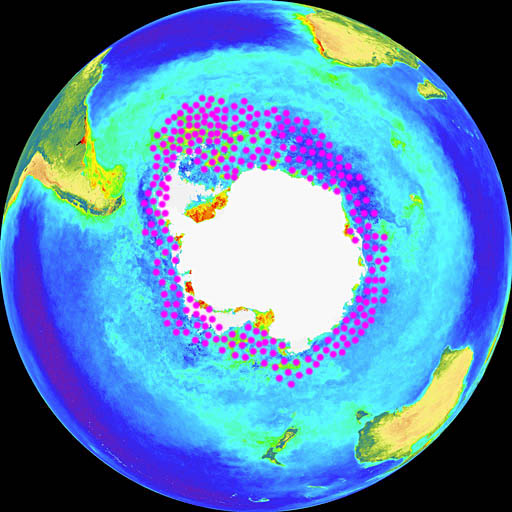
Распространение криля

Вид распространён в водах Южного океана вокруг всей Антарктиды — от прибрежной зоны континентального шельфа до северной границы Антарктической конвергенции. Наиболее северная граница распространения вида находится в атлантическом секторе, где достигает Южной Георгии и простирается далее на север, примерно до 50° ю. ш. Обычно встречается на глубинах от поверхности до 5—10 м. Совершает суточные вертикальные миграции, опускаясь в ночное время до глубины 40—50 м. Ниже этих глубин встречается редко.

## Образ жизни

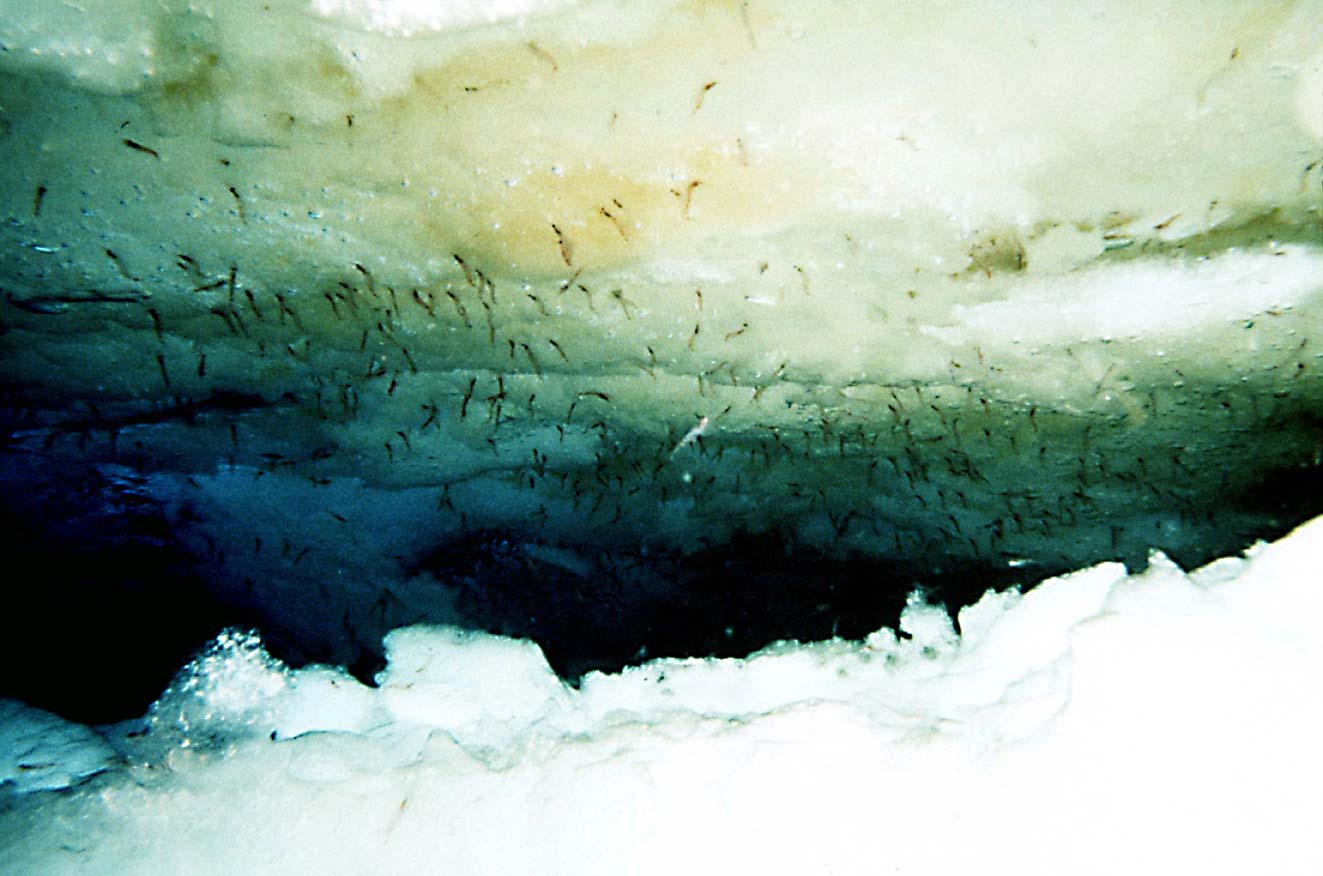
Антарктический криль в составе криопелагического сообщества питается диатомовыми водорослями на подводной поверхности льда

Для антарктического криля характерно образование очень крупных и плотных агрегаций, размером от нескольких метров до 100 км². Плотность подобных скоплений колеблется от 0,5 до нескольких килограммов на 1 м³. Вместе с тем, большая часть организмов обитает в водах Антарктики в разрежённом одиночном состоянии.
Спектр питания довольно широкий. Основной способ питания — хищничество и в меньшей степени — фильтрация. Питается главным образом фитопланктоном, в основном диатомовыми водорослями и нанопланктоном — как в толще воды, так и с подводной поверхности льда, временно входя в состав криопелагических сообществ (см. фото). Поедает яйца, личинок и взрослых погибших или живых особей своего вида, а также других зоопланктофагов.
Нерест происходит в пределах шельфовой зоны или в открытом океане поздней весной или летом, с пиком в период с начала января по конец февраля. Нерестится в верхнем 100-метровом слое. Оплодотворённые яйца в течение последующих 10 дней опускаются на глубину до 2 тыс. м, вылупляются в виде личинок-науплиев и начинают подниматься к поверхности. Во время подъёма происходит последовательная смена фаз развития личинок от науплиев к метанауплиям и далее калиптопусам. В поверхностных слоях калиптопусы в своём развитии проходят ещё 3 стадии развития, превращаясь в фурцилий, которые в свою очередь имеют ещё 5 стадий развития, прежде чем превратиться в мальков. Каждая стадия развития длится около 8—15 дней.
Продолжительность жизни — до 6 лет.
Является основным объектом питания многих рыб, пингвинов, морских птиц, ластоногих и усатых китов.

## Практическое значение
Практическое использование антарктического криля обусловлено его высокой питательной ценностью и биологической активностью, что открывает перспективы для применения как в пищевой промышленности, так и в аквакультуре. Богатый белками, полиненасыщенными жирными кислотами (ЭПК и ДГК), витаминами и фосфолипидами, криль служит ценным компонентом функциональных продуктов питания и добавок. 
В аквакультуре криль рассматривается как устойчивый и полноценный источник корма, положительно влияющий на рост, качество мышечной ткани, липидный метаболизм и иммунный статус культивируемых гидробионтов. Высокое содержание астаксантина обеспечивает антиоксидантную защиту, снижая окислительный стресс и повышая общую жизнестойкость организмов. 